# Reconciliación
La reconciliación es el «restablecimiento de la concordia y la amistad entre dos o más partes enemistadas».
Reconciliación para Filippo Aureli y Frans de Waal en su libro Natural Conflict Resolution es: «Reunión amistosa post-conflictual entre previos oponentes que restaura una relación social alterada por el conflicto. En este sentido, la reconciliación es un mecanismo de resolución de conflictos. Si esta función no está implicada o no puede demostrarse, debe utilizarse un término más descriptivo».
El término «reconciliación» viene del latino reconciliare que significa «recuperar, reconciliar». Originalmente, el término se refería en primer lugar a la relación entre Dios y los hombres, con lo cual se producía un cambio en la forma como los hombres se relacionaban entre sí.
Otras acepciones son: «acción y efecto de oír una breve o ligera confesión»; «acción y efecto de bendecir un lugar sagrado, por haber sido violado»; «acción y efecto de confesarse, de algunas culpas ligeras u olvidadas en otra confesión que se acaba de hacer»; o «acción y efecto de confesarse, especialmente de manera breve o de culpas ligeras».
Desde aproximaciones académicas son muchos los autores que han pensado y escrito sobre lo que reconciliación puede significar, más allá de la esfera de la teología.

## Reconciliación en Conflictología
Para Eduard Vinyamata, profesor de Conflictología de la UOC, reconciliación es un proceso en el que las partes involucradas en un conflicto inician una relación que les lleva a una comunicación con reconocimiento y sientan las bases para un pacto tácito, espontáneo y voluntario de amistad.
La reconciliación recupera las capacidades derivadas del perdón y la comprensión de los hechos y restaura las capacidades afectivas. Conceptos que recuerdan las formulaciones de Louis Kriesberg (1999). Hablamos, en resumen, de aprender a vivir juntos otra vez (Byron Bland).
A partir de los estudios referidos, Aureli y otros autores en un trabajo común, nos informan de ciertas condiciones y reglas que afectan a la reconciliación:
1. Deben existir relaciones individualizadas, agresión intergrupal y hostilidad postconflicto entre oponentes previos.
2. Se interpreta como necesaria en casos de pérdidas de beneficios en la relación. Se trata de escenarios de previsible repetición de episodios de reconciliación.
3. Se basa en los beneficios de comunicar el final de la agresión o conflicto, o la voluntad de ello, por ser más rentable que la continuación de enfrentamiento reiterado.
4. Se percibe como necesaria en situaciones en las que la agresión intragrupal erosiona relaciones valiosas para todas las partes. Sería de esperar, en este contexto, que se dé con más frecuencia entre individuos que mantienen relaciones que consideran valiosas.

## Reconciliación como categoría política
En Berlín, entre los días 31 de enero y 2 de febrero de 2005, más de 60 expertos de cinco regiones distintas del mundo debatieron sobre los procesos de reconciliación, y compararon sus experiencias regionales muy específicas. El consenso fue claro: no existe una definición unívoca del término reconciliación. En la mayoría de los idiomas participantes en el debate ni siquiera existe traducción literal del término como tal. Ante esta situación se plantearon una clara advertencia a la comunidad internacional: utilizar el término reconciliación podría despertar rechazo en un país determinado por esta causa. Si no existe una palabra propia para el término reconciliación, las personas podrían percibir la cuestión como un intento de imponer una ideología, o una perspectiva, de factura occidental que no tiene sentido en su realidad cotidiana.

### Proceso sociopolítico
La gradación de la reconciliación está íntimamente ligada con la disculpa, la justificación y el perdón:
1. Disculpa (y admisión de responsabilidad). Se enmarca en un proceso más amplio de «credibilidad-aceptación-perdón-restauración». Es conditio sine qua non pero no tiene por qué desencadenar ni el perdón de los demás ni la reconciliación.[7]
2. Justificación –rendir cuentas— que no implica la aceptación de responsabilidades.
3. Perdón. El perdón, la conciliación o la reconciliación parecen depender de múltiples y complejas variables que, en cualquier caso, escapan a la linealidad de los modelos.[8]

Los procesos de perdón y de reconciliación entre los individuos, además de depender de una multitud de variables internas, psicológicas, de comportamiento, y externas, históricas, políticas, son largos y extremadamente complejos. Los mecanismos subyacentes siguen siendo prácticamente desconocidos. El perdón es un acto individual; la reconciliación implica a dos o más actores.
El perdón se define como: «Disposición de abandonar el derecho de uno mismo al resentimiento, al juicio negativo o al comportamiento indiferente hacia el que nos ha herido de forma injusta, al mismo tiempo que se promueven cualidades inmerecidas como la compasión, la generosidad e incluso el amor hacia aquella persona».
Entendiendo la reconciliación como un proceso complejo y multidimensional, desde una perspectiva social y política, se puede concebir como una alternativa viable de transformación pacífica del conflicto en sociedades que han sido víctimas de violencia extrema.
El término es la unión del prefijo «re» y el verbo «conciliar», lo que nos indica que viene a ser volver a un estado de conciliación. Este último término, según el diccionario de la RAE, es «la acción de componer y ajustar los ánimos de los que estaban opuestos entre sí». Por tanto, es un proceso o una acción que desemboca en una situación de concordia o de acuerdo entre diferentes partes que por diversas circunstancias se había fracturado.
El concepto reconciliación puede ser entendido, entonces, como «un proceso extremadamente complejo y multifactorial, realizado a largo plazo (que puede implicar incluso varias generaciones), que tiene muchas posibles vías metodológicas de abordaje y que, igualmente, tiene un número importante de vías terapéuticas multidimensionales».
Desde un enfoque sociopolítico, la reconciliación es un proceso continuo de reconstrucción de «tejido social» y de instituciones legítimas y legales constituidas bajo un orden democrático estable. Es entrar en un diálogo abierto, para hacer frente a la violencia que se hizo presente en una parte de la historia de un pueblo o una nación y proyectar con bases sólidas un futuro viable para todos los actores que intervienen en el conflicto.
Este concepto es de interés si se analiza desde la correlación sociopolítica que lo relaciona con la consolidación de la democracia como modo de ordenación de lo social.
Los teóricos –como Byron Bland en su obra citada supra— dudan si es primero el proceso de reconciliación como cimiento de una sociedad democrática o, al contrario, son necesarios unos mínimos democráticos para que se dé dicho proceso – Bland apuesta por lo segundo—. Este autor asume el conflicto como proceso en sí, sin considerar los orígenes sino tan sólo los efectos en la sociedad víctima. Sus «terapias», por ello, abordan el tratamiento exclusivo de los efectos producidos.
Existe una mezcla notoria entre resolución de conflictos sociales y transición a la democracia, como si sólo en este modelo sociopolítico existiese la posibilidad de «curación». Este último extremo no está demostrado.

#### Mecanismos jurídicos de reconciliación
Amnistía y medidas de gracia, así como las nociones de disculpa, perdón, reconciliación y derecho se encuentran en una encrucijada. Es preciso hacer notar que una transición política no siempre va acompañada de la oportuna modificación jurídico-administrativa del Estado. Transición jurídica y organizativa son casi siempre dinámicas diferenciadas.

#### Comisiones «de Verdad y Reconciliación»
Acompañaron a los procesos de transición señalados. No son Tribunales, no imparten Justicia, ni se componen de jueces. Son órganos delegados por ley con una doble misión:
1. Esclarecer los hechos y la determinar compensaciones a las víctimas;
2. impulsar y facilitar procesos de reconciliación.

Un resumen crítico nos muestra que parece todavía demasiado pronto el intento de evaluar, con carácter general y profundidad, los resultados obtenidos a lo largo de las tres últimas décadas. Por el momento, quizá se impone proceder mediante un análisis caso por caso en función de los contextos históricos concretos.

### Concepción democrática de la reconciliación
Existen al menos tres nociones distintas de reconciliación. Cada una de ellas se fundamenta en visiones políticas y éticas diferentes sobre la paz, y tiene implicaciones sumamente diversas en la sociedad en la que pretende aplicarse.
1. Noción minimalista de la reconciliación. La reduce a la tolerancia obligada o por resignación. Esta noción, que defiende la paz a costa de todo, cree que para que exista reconciliación basta con que cese el empleo de las armas, aunque la enemistad, el resentimiento y la falta de reconocimiento del otro como ser humano digno y como ciudadano con iguales derechos permanezcan sobre el terreno. Esta noción de reconciliación es conflictiva porque deja de lado la relevancia que tienen la democracia y el ejercicio activo de la ciudadanía para un orden social y para una paz durable.
2. Noción maximalista o fundamentalista de la reconciliación. Sostiene que la paz duradera no sólo depende de que los individuos convivan pacíficamente y se reconozcan mutuamente como ciudadanos con iguales derechos y con capacidad para resolver sus diferencias a través de la discusión política, sino que también lo hace de que se perdonen los unos a los otros, y demuestren sentimientos de simpatía, solidaridad, e incluso afecto para con los otros, incluso con sus verdugos. Si bien algunos actores sociales pueden estar de acuerdo con esta forma comunitaria de comprender la reconciliación, en nuestro concepto, ésta no resulta exigible a los ciudadanos ni ética, ni política, ni jurídicamente. En una democracia saludable, los ciudadanos deben tener siempre derecho a disentir.
3. Noción democrática de reconciliación. Se basa en el ejercicio activo de la ciudadanía y en la reciprocidad democrática como requisitos fundamentales para una paz duradera. Esta concepción de reconciliación exige el reconocimiento de todos como ciudadanos congéneres,[12] con derecho a participar activamente en las discusiones políticas, y también con derecho a mantener distancias entre sí y a no estar de acuerdo los unos con los otros. En particular, esta concepción implica que todos los actores sociales participen activamente en la toma de decisiones sobre el futuro de la sociedad y que lo hagan a pesar de tener visiones distintas o antagónicas. Con esta forma de comprender la reconciliación, los sentimientos de los distintos actores sociales se posicionan en el centro de la discusión.[13]

## Reconciliación y perdón
Es importante la 
labor de distinguir entre perdón y reconciliación puesto que los matices son muy sutiles y la finalidad de cada uno también.
El perdón es un proceso individual, que requiere de un trabajo psicológico y moral, donde se superan sentimientos como el resentimiento, el juicio negativo o la indiferencia hacia quienes nos han hecho daño, y afloran sentimientos como la compasión, la generosidad y el amor hacia el victimario.
La reconciliación supone recobrar las relaciones, por tanto ya no es un proceso individual, implica un acercamiento voluntario de las partes antes en conflicto, que buscan conectarse de nuevo, sin tener que obligatoriamente perdonar al otro.
A diferencia de la reconciliación, el perdón apela a la empatía, a la capacidad de ponerse en el lugar del otro para que se gesten conductas proactivas y disminuyan las agresivas. El perdón implica superar una situación, mientras que, como cita aureli et al, la función reparadora de la reconciliación no va más allá del restablecimiento del statu quo: «Para reparar una relación las reuniones post-conflictivas no necesitan mejorar la calidad de la interacción entre los oponentes relativa a niveles pre-conflicto».

## Como concepto religioso

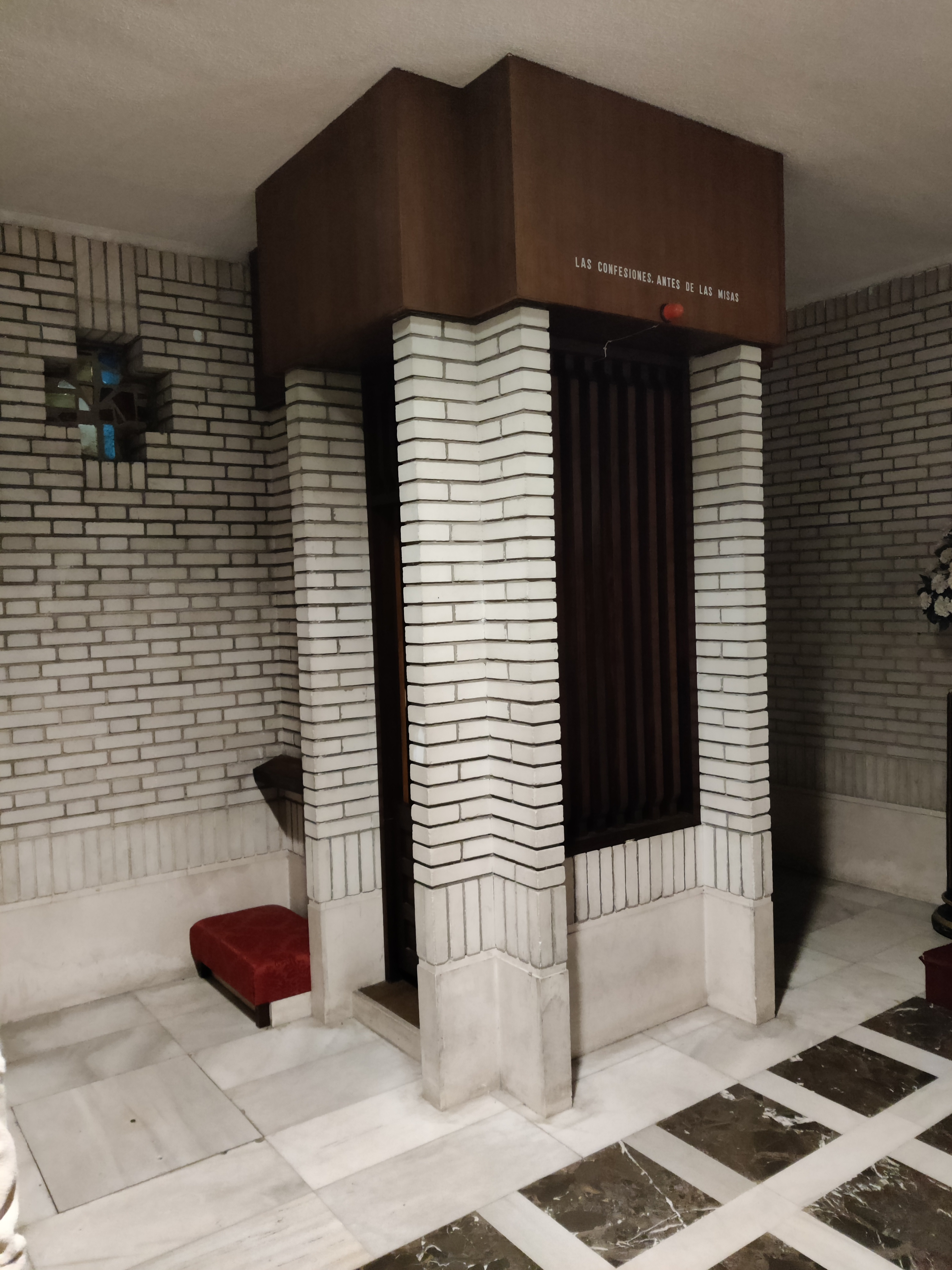
Confesionario

Como concepto religioso significa «restituir al gremio de la Iglesia a alguien que se había separado de sus doctrinas». La Iglesia católica considera la reconciliación como sacramento de conversión, de confesión y de perdón, un acto litúrgico de encuentro con Jesucristo que implica el retorno al Padre del hombre alejado de Dios.
La reconciliación consta de cinco fases consecuentes: el examen de conciencia, el arrepentimiento, la contrición, la confesión y la penitencia.
- Examen de conciencia: Es la recapitulación interna de los pecados. Se realiza sobre la base de los Mandamientos.
- Arrepentimiento: Esta fase es también conocida como dolor de corazón. Es sentir interiormente la culpa por los pecados cometidos.
- Contrición: Esta fase es también llamada Propósito de enmienda. Consiste en el deseo de reparar el daño hecho por los pecados cometidos (y otros asumidos como propios) y de no repetirlos.
- Confesión: La fase de la confesión consiste en la expresión delante de un sacerdote quien, según la fe católica, tiene el poder concedido por Jesucristo mismo de absolver los pecados. Los sacerdotes están obligados a guardar en secreto los pecados confesados durante esta fase, lo que se conoce como secreto de confesión. Un sacerdote jamás, bajo ninguna circunstancia, puede romper este secreto. El Código de Derecho Canónico indica que de ser violado, el sacerdote queda automáticamente excomulgado:

«El sigilo sacramental es inviolable; por lo cual está terminantemente prohibido al confesor descubrir al penitente, de palabra o de cualquier otro modo, y por ningún motivo».
 Código de Derecho Canónico, canon 983,1

- La Penitencia: acción de corrección emprendida por el confesado como reparación por sus pecados.